# Gran Premio de Bélgica de Motociclismo de 1953
El Gran Premio de Bélgica de Motociclismo de 1953 fue la tercera prueba de la temporada 1953 del Campeonato Mundial de Motociclismo. El Gran Premio se disputó el 5 de julio de 1953 en el Circuito de Spa.

## Resultados 500cc
Aunque el rápido circuito urbano de Spa-Francorchamps era más adecuado para la Gilera 500 4C, Ray Amm conocía su Norton Manx para subir al segundo lugar, por delante del líder del Mundial, Reg Armstrong. Su compañero de equipo Alfredo Milani ganó la carrera, mientras que Geoff Duke se tuvo que retirar. Fergus Anderson llegó a la meta con la nueva Moto Guzzi Quattro Cilindri pero quedó fuera de la zona de puntos. La carrera se vio ensombrecida por la muerte de Ernie Ring. Cayó cerca de Burnenville y murió instantáneamente.
| Pos.    | Piloto             | Moto       | Tiempo/Retirado | Puntos |
| ------- | ------------------ | ---------- | --------------- | ------ |
| 1       | Alfredo Milani     | Gilera     | 1h 11' 47" 8    | 8      |
| 2       | Ray Amm            | Norton     | +24" 2          | 6      |
| 3       | Reg Armstrong      | Gilera     | +25" 2          | 4      |
| 4       | Ken Kavanagh       | Norton     | +1' 26" 2       | 3      |
| 5       | Rod Coleman        | AJS        | +1' 34" 2       | 2      |
| 6       | Dickie Dale        | Gilera     | +1' 34" 2       | 1      |
| 7       | Fergus Anderson    | Moto Guzzi | +2' 05" 2       |        |
| 8       | Jack Brett         | Norton     | +2' 12" 2       |        |
| 9       | Léon Martin        | Gilera     | +2' 54" 2       |        |
| 10      | Auguste Goffin     | Norton     | +3' 14" 2       |        |
| 11      | Bill Doran         | AJS        | +4' 15" 2       |        |
| 12      | Leo-Trevor Simpson | Matchless  | +1 Vuelta       |        |
| 13      | Arthur Wheeler     | Norton     | +1 Vuelta       |        |
| 14      | Ken Mudford        | Norton     | +1 Vuelta       |        |
| 15      | Keith Campbell     | Norton     | +1 Vuelta       |        |
| 16      | Ray Laurent        | Norton     | +1 Vuelta       |        |
| 17      | Charles Bruguière  | Norton     | +1 Vuelta       |        |
| 18      | Keith Bryen        | Norton     | +1 Vuelta       |        |
| 19      | Andrè Wuyts        | Norton     | +1 Vuelta       |        |
| Ret     | Tony McAlpine      | Norton     | Ret             |        |
| Ret     | Harry-A. Pearce    | Matchless  | Ret             |        |
| Ret     | Friedel Schön      | Horex      | Ret             |        |
| Ret     | John Storr         | Norton     | Ret             |        |
| Ret     | Geoff Duke         | Gilera     | Ret             |        |
| Ret     | Gordon Laing       | Norton     | Ret             |        |
| Ret     | Peter Murphy       | Norton     | Ret             |        |
| Ret     | Ernie Ring         | AJS        | Val (†)         |        |
| Ret     | Tommy Wood         | Norton     | Ret             |        |
| Ret     | Francis Basso      | Norton     | Ret             |        |
| Ret     | Fritz Kläger       | Horex      | Ret             |        |
| Ret     | Enrico Lorenzetti  | Moto Guzzi | Ret             |        |
| Ret     | Humphrey Ranson    | Norton     | Ret             |        |
| Ret     | Lodewijk Simons    | Norton     | Ret             |        |
| Ret     | Jacques Raffeld    | Norton     | Ret             |        |
| Ret     | Robin Sherry       | AJS        | Ret             |        |
| Ret     | Edouard Texidor    | Norton     | Ret             |        |
| Ret     | Giuseppe Colnago   | Gilera     | Ret             |        |
| Fuente: |                    |            |                 |        |

## Resultados 350cc
Nuevamente Norton y AJS fueron derrotados por los nuevos pilotos de la Moto Guzzi Monocilindrica 350, que probablemente ahora se había ampliado a 345 cc. Fergus Anderson y Enrico Lorenzetti acabaron muy por delante de Ray Amm, terminando entre ellos con solo un segundo de diferencia. Amm aún conservaba el liderazgo en el Campeonato Mundial pero el monopolio de la AJS 7R parecía haber terminado.
| Pos. | Piloto              | Moto          | Tiempo/Retirado | Puntos |
| ---- | ------------------- | ------------- | --------------- | ------ |
| 1    | Fergus Anderson     | Moto Guzzi    | 56' 01"         | 8      |
| 2    | Enrico Lorenzetti   | Moto Guzzi    | +1"             | 6      |
| 3    | Ray Amm             | Norton        | +15"            | 4      |
| 4    | Jack Brett          | Norton        | +41"            | 3      |
| 5    | Ken Kavanagh        | Norton        | +43"            | 2      |
| 6    | Rod Coleman         | AJS           | +55"            | 1      |
| 7    | Ken Mudford         | AJS           | +59" 4          |        |
| 8    | Ernie Ring          | AJS           |                 |        |
| 9    | Bill Doran          | AJS           |                 |        |
| 10   | Leo-Trevor Simpson  | AJS           |                 |        |
| 11   | George Scott        | AJS           |                 |        |
| 12   | Gordon Laing        | Norton        |                 |        |
| 13   | Tony McAlpine       | Norton        |                 |        |
| 14   | Harry Pearce        | Velocette     |                 |        |
| 15   | Auguste Goffin      | Norton        |                 |        |
| 16   | Arthur Wheeler      | Norton        |                 |        |
| 17   | Keith Bryen         | Norton        |                 |        |
| 18   | Ray Laurent         | AJS           |                 |        |
| 19   | Jacques Raffeld     | AJS           |                 |        |
| 20   | John Albisser       | Norton        |                 |        |
| 21   | Lodewig Simons      | Velocette     |                 |        |
| 22   | Raoul Gerrebos      | Velocette     |                 |        |
| 23   | Francis Basso       | AJS           |                 |        |
| 24   | Fritz Klager        | Schnell-Horex |                 |        |
| 25   | Humphrey Ranson     | Norton        |                 |        |
| 26   | Astère van Fleteren | AJS           |                 |        |
| DNS  | Siegfried Wünsche   | DKW           | DNS             |        |
| Ret  | Bruno Bohrer        | Parilla       | Ret             |        |
| Ret  | Keith Campbell      | Norton        | Ret             |        |
| Ret  | Firmin Dauwe        | Norton        | Ret             |        |
| Ret  | Derek Farrant       | AJS           | Ret             |        |
| Ret  | August Hobl         | DKW           | Ret             |        |
| Ret  | Jacques Insermini   | AJS           | Ret             |        |
| Ret  | Jean Murit          | Norton        | Ret             |        |
| Ret  | George Murphy       | AJS           | Ret             |        |
| Ret  | Sidney Willis       | Norton        | Ret             |        |
| Ret  | Tommy Wood          | Norton        | Ret             |        |